# The Journey of the Fifth Horse

The Journey of the Fifth Horse est un téléfilm américain réalisé par Larry Arrick et Earl Dawson, diffusé en 1966.
C'est la première apparition sur écran de l'acteur américain Dustin Hoffman.